# Мультсериал
Мультсериал (от мультипликационный сериал, также анимационный) — ряд мультфильмов с общим названием, обычно связанных друг с другом.  В этих эпизодах, как правило, должны быть одни и те же главные герои, разные второстепенные персонажи и основная тема. Это может быть как мини-сериал с малым количеством эпизодов и определённым концом, так и открытый сериал без заданного числа эпизодов. Они могут выпускаться в кинотеатрах или интернете, по телевидению или прямыми видеорелизами (категория «direct-to-video»). Аналогично другим сериалам, фильмам, включая анимационные, мультсериалы могут быть самых разных жанров, у них может быть различная целевая аудитория: как мужчины, так и женщины, как дети, так и взрослые.

## Телевизионные
Новые эпизоды анимационных сериалов регулярно показываются в назначенное время по определённым дням (в установленный тайм-слот). К примеру, тайм-слотом может быть часть утра выходного или прайм-тайма, а ночное аниме обычно показывают поздно ночью. Также возможны варианты трансляции по будням или только по выходным.
Продолжительность отдельных эпизодов тоже может быть разной. Традиционно они выпускаются как получасовые или почти получасовые мультфильмы; однако многие из них являются анимационными короткометражными фильмами продолжительностью 10 — 11 минут, которые могут быть объединены для заполнения определённого периода времени в «сегменты», состоящие из нескольких таких короткометражек. Учитывая показ рекламы, на сам мультфильм может приходиться всего 15 — 20 минут из получаса. Однако Netflix и многие другие стриминговые сервисы не используют рекламу. В последнее время в японской анимации стали распространёнными сериалы с очень короткими эпизодами продолжительностью около пяти минут.
Иногда тайм-слот сериала может различаться в зависимости от региона в соответствии с политикой телевизионной сети.
Все ранние анимационные телесериалы, первым из которых стал «Кролик-крестоносец» (1950 — 1959), являются комедийными. Однако позже среди них появились фэнтези («Жемчуг дракона»), постапокалиптика («Евангелион»), спортивная драма («Капитан Цубаса», «Слэм-данк», «Первый шаг»), боевики («Боец Баки», «G.I. Joe», «Мобильный воин Гандам», «Tenchi Muyo!»), сериалы приключенческого («Спиди-гонщик») и других жанров.
Первым анимационным ситкомом стали спродюсированные «Hanna-Barbera» «Флинтстоуны» (1960 — 1966), которые были ориентированы в том числе и на взрослых. Позже последовали аналогичные ситкомы этой студии: «Топ Кэт» (1961 — 1962), «Джонни Квест» (1964 — 1965), «Джетсоны» (1962 — 1963, 1985, 1987) и «Подождите, пока ваш отец не вернётся домой» (1972 — 1974) в более «взрослом» стиле сериала «Все в семье». «Шоу Элвина» Росса Багдасаряна и «Бини и Сесиль» Боба Клампетта также являются ситкомами.

### Широковещательная сеть
1980-е и 1990-е годы были временем возрождения анимационных телесериалов, как детских, так и для взрослых. Различные широковещательные сети и медиакомпании начали создавать телевизионные каналы и форматы, разработанные специально для трансляции мультсериалов. Компании, у которых уже были такие форматы, начали пересматривать свои существующие модели в течение этого времени. Большинство транслируемых ими мультсериалов были либо американскими, либо японскими (аниме). Ниже перечислены примеры телевизионных сетей и каналов, показывающих анимацию в настоящее время.

| Американские - Fox - Discovery Family - Nickelodeon - Nick Jr. - TeenNick - MTV - Comedy Central - Disney Channel - Disney XD - Disney Jr. - Universal Kids - PBS Kids | Британские - CITV - CBeebies - CBBC - Pop - Tiny Pop | Японские - TV Tokyo - Kids Station - Tokyo MX | Канадский - Treehouse TV Австралийский - ABC Kids |

Ниже показаны примеры сетей и каналов, в большей мере в настоящее время ориентированных на анимацию, при том что на некоторых из них время от времени всё же транслируются фильмы с «живыми актёрами».

| Американские - Cartoon Network - Cartoonito - Adult Swim - Boomerang - Nicktoons | Южнокорейские - Tooniverse - Aniplus - AniBox (кор. 애니박스) - Anione (кор. 애니원) | Канадские - Teletoon - YTV | Японский - AT-X |

В 1990-х годах стал распространённее более зрелый относительно традиционных мультсериалов контент, выходящий за рамки основной аудитории детей. Такими мультсериалами являются «Симпсоны», «Южный Парк», «Гриффины», «Футурама», «Шоу Рена и Стимпи», «Новая жизнь Рокко», «Бивис и Баттхед», «Царь горы», «Duckman». Канадский компьютерный мультсериал «ReBoot», который начинался как шоу для детей, переместил свою целевую аудиторию в категорию «от 12 лет и старше», что привело к более тёмной и зрелой сюжетной линии.

## Кинотеатральные
К мультсериалам, показывавшимся в кинотеатрах, относятся все ранние анимационные сериалы: «Animated Weekly» (1913), «The Newlyweds» (1913), «Travelaughs» (1913, 1915 — 1918, 1921 — 1923), «Doc Yak» (1913 — 1915), «Полковник Хиза-лгун» (1913 — 1917, 1922 — 1924), «Капитан Грог» (1916 — 1922), «Приключения никеленогих» (1917 — 1918), выпускавшиеся с 1940 по 1967 год короткометражные мультфильмы «Том и Джерри» и многие другие.

## Direct-to-video
К анимационным сериалам категории «direct-to-video» в том числе относятся японские OVA-сериалы, первым из которых стала научно-фантастическая драма «Даллос» (1983 — 1985). Почти все хентай (порнографические) аниме-сериалы выпускаются в формате OVA.

## Веб-сериалы
Анимационные веб-сериалы — это мультсериалы, разработанные и снятые для потоковых сервисов. Примерами являются «Happy Tree Friends» (1999 — 2023) и «Eddsworld» (2003 — н.в.).
Они также могут быть выпущены на YouTube, например, «Asdfmovie», первая серия которого была впервые показана в 2008 году.